# 塞夫
塞夫（1953年10月—2005年9月2日），男，蒙古族，中国电影导演、编剧，一级导演，曾任内蒙古电影制片厂党委书记、厂长，中国电影家协会副主席。

## 家庭
妻子麦丽丝。

## 奖项
曾与妻子麦丽丝共同获得1998年第18届中国电影金鸡奖最佳导演奖，还曾两次获得中国电影华表奖优秀导演奖。